# Saison 2 de Dead Like Me
Chronologie
Saison 1
Cet article présente le guide des épisodes de la seconde saison de la série télévisée américaine Dead Like Me.

## Distribution
- Ellen Muth (VF : Véronique Picciotto) : Georgia « George » Lass
- Mandy Patinkin (VF : Daniel Beretta) : Reuben « Rube » John Sofer
- Callum Blue (VF : Vincent Ropion) : Mason
- Laura Harris (VF : Laëtitia Godès) : Daisy Adair
- Jasmine Guy (VF : Sophie Riffont) : Roxanne « Roxy » Harvey
- Cynthia Stevenson (VF : Véronique Rivière) : Joy Lass
- Greg Kean (VF : Éric Legrand) : Clancy Lass
- Britt McKillip (VF : Chantal Baroin) : Reggie Lass

## Épisodes

### Épisode 1:Faucheurs, en piste!
- États-Unis : 25 juillet 2004 sur Showtime
- France : 13 mai 2008 sur France 4

- Christine Willes (Delores Saper)
- Steven Grayhm (Brennan)

### Épisode 2:À qui la faute
- États-Unis : 1er août 2004 sur Showtime
- France : 13 mai 2008 sur France 4

- Christine Willes (Delores Saper)
- Michael Roberts (John McCallum)

### Épisode 3:Une histoire de fantôme
- États-Unis : 8 août 2004 sur Showtime
- France : 20 mai 2008 sur France 4

- Christine Willes (Delores Saper)
- Lochlyn Munro (Greg)
- Teryl Rothery (Linda)
- Paul Anthony (Frank)

### Épisode 4:En quête d'amour
- États-Unis : 15 août 2004 sur Showtime
- France : 20 mai 2008 sur France 4

- Christine Willes (Delores Saper)
- Neil Grayston (Ethan)
- Shelley Berman (Theo Heller)
- Neil Maffin (Stan Samuels)

### Épisode 5:L'heure, c'est l'heure!
- États-Unis : 22 août 2004 sur Showtime
- France : 27 mai 2008 sur France 4

- Christine Willes (Delores Saper)
- Richard Lawson (William Garrett)
- Peter New (Bill)
- Ken Tremblett (Jason Mandell)
- Ryan Robbins (Jason Allen)

### Épisode 6:Am stram gram
Pour les articles homonymes, voir Am stram gram (homonymie).
- États-Unis : 29 août 2004 sur Showtime
- France : 27 mai 2008 sur France 4

- Christine Willes (Delores Saper)
- Michael Des Barres (Gideon Jeffries)
- Teryl Rothery (Linda)
- Tom McBeath (Le Père Mathias)
- Peter Williams (Angelo)

### Épisode 7:V.I.P.
- États-Unis : 5 septembre 2004 sur Showtime
- France : 3 juin 2008 sur France 4

- Christine Willes (Delores Saper)
- Eddie Mills (Kyle Lowerdeck)
- Barbara Barrie (Phyllis)
- Tom McBeath (Le Père Mathias)
- Meghan Black (Misty Favreaux)
- Claudette Mink (Jeanie)
- Laura Mennell (Desiree)

### Épisode 8:Bienvenue au club
- États-Unis : 12 septembre 2004 sur Showtime
- France : 3 juin 2008 sur France 4

- Barbara Barrie (Phyllis)
- Tom Butler (Thomas Hesberg Sr.)
- Robin Dunne (Thomas Hesberg Jr.)

### Épisode 9:Un cœur qui bat
- États-Unis : 19 septembre 2004 sur Showtime
- France : 10 juin 2008 sur France 4

- Christine Willes (Delores Saper)
- Robin Dunne (Thomas Hesberg Jr.)
- Emily Holmes (Ashley Hesberg)
- Meghan Black (Misty Favreaux)

### Épisode 10:Combats de joute
- États-Unis : 26 septembre 2004 sur Showtime
- France : 10 juin 2008 sur France 4

- Eric McCormack (Ray Summers)
- Ty Olsson (Buddy Briggs)
- Dustin Milligan (Joey)
- Peter Williams (Angelo)

### Épisode 11Monsieur X
- États-Unis : 3 octobre 2004 sur Showtime
- France : 17 juin 2008 sur France 4

- Eric McCormack (Ray Summers)
- Kirk Thornton (B-Boy)
- Samantha Smith (Chrysalis)
- Julia Arkos (Mme Ricket)
- Dan Payne (Walter)
- Bill Dow (Mickey)
- Nicole Potvin (Raven)
- Frank C. Turner (Arthur Simms)
- Patti Vieta (Melissa)

### Épisode 12:Un secret bien gardé
- États-Unis : 10 octobre 2004 sur Showtime
- France : 17 juin 2008 sur France 4

- Eric McCormack (Ray Summers)
- Piper Laurie (Nina Rommey)
- Yeardley Smith (Penny)

### Épisode 13:Dernier appel
- États-Unis : 17 octobre 2004 sur Showtime
- France : 24 juin 2008 sur France 4

- Aaron Pearl (Brett Tanenbaum)
- Meghan Black (Misty Favreaux)
- Katie Stuart (J Monteleone)
- Elias Toufexis (Brian)

### Épisode 14:Affronter ses peurs
Pour les articles homonymes, voir Always.
- États-Unis : 24 octobre 2004 sur Showtime
- France : 24 juin 2008 sur France 4

- Meghan Black (Misty Favreaux)
- Yeardley Smith (Penny)

### Épisode 15:Joyeux Halloween
- États-Unis : 31 octobre 2004 sur Showtime
- France : 24 juin 2008 sur France 4

- Emily Perkins (Josie Feldmen)